# OZM (mina)
As minas da série OZM, OZM-3, OZM-4 e OZM-72 são minas antipessoais de fabrico soviético.

## Variantes

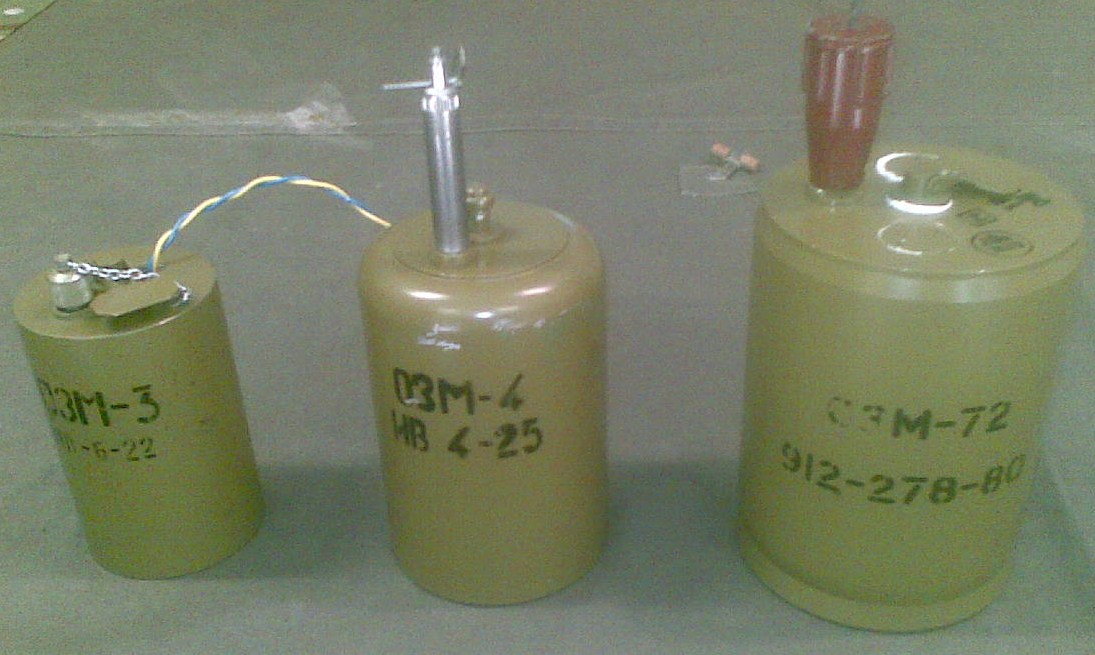
As minas OZM-3, OZM-4 e OZM-72 armadas para uso.

### OZM-3
- Diâmetro: 76mm
- Altura: 130mm
- Carga de fragmentação: 75g de TNT

### OZM-4
- Diâmetro: 91mm
- Altura: 140mm
- Carga de fragmentação: 185g de TNT

### OZM-72
- Diâmetro:  106mm
- Altura: 172mm
- Carga de fragmentação: 500g de TNT